# Stjålne kys
Stjålne kys er en fransk film fra 1968 af François Truffaut.

## Handling
Antoine Doinel (Jean-Pierre Léaud) har været inde ved militæret, men er blevet sendt hjem igen. Han bliver forenet med Christine Darbon (Claude Jade), som han var forelsket i tidligere.

## Medvirkende
- Jean-Pierre Léaud – Antoine Doinel
- Claude Jade – Christine Darbon
- Delphine Seyrig – Fabienne Tabard
- Michael Lonsdale – Georges Tabard
- Harry-Max – Monsieur Henri
- André Falcon – Monsieur Blady
- Daniel Ceccaldi – Lucien Darbon
- Claire Duhamel – Madame Darbon
- Catherine Lutz – Catherine